# Plasmaspende
Plasmaspende ist ein medizinischer Fachbegriff und bezeichnet das Spenden von Blutplasma zur Gewinnung verschiedener, beispielsweise gerinnungsaktiver Plasmapräparate.
Dabei wird das gelbe, klare – im Falle einer Verfettung mitunter milchige gelb-weiße – Plasma von den zellulären Blutbestandteilen wie zum Beispiel roten Blutkörperchen, weißen Blutkörperchen und Blutplättchen durch die sogenannte Plasmapherese, eine Sonderform der Apherese, getrennt. Die zellulären Bestandteile werden in den meisten Fällen dem Körper des Spenders wieder zugeführt. Dadurch ist eine Plasmaspende jeden dritten Tag, also wesentlich häufiger als eine Vollblutspende, möglich.

## Spender/Spenden
Spender müssen zwischen 18 und 68 Jahre alt sein und ein Körpergewicht von mehr als 50 Kilogramm haben. Mit besonderer ärztlicher Bescheinigung sind auch Spenden im Alter über 68 Jahren möglich.
Alle Spender werden vor der ersten Spende einer ausführlichen ärztlichen Untersuchung einschließlich Anamneseerhebung und Labordiagnostik unterzogen. Bei Mehrfachspendern sind regelmäßige Kontrolluntersuchungen vorgeschrieben.
Ausschlusskriterien nach den Richtlinien sind unter anderem bestimmte bestehende oder stattgehabte Infektionskrankheiten, bestehende oder in den letzten sechs Monaten stattgehabte Schwangerschaft, Alkoholkrankheit, Drogenabhängigkeit, schwere chronische Erkrankungen wie Herz- und Gefäßkrankheiten oder bösartige Tumoren.
Einige Anbieter zahlen ihren Spendern eine Aufwandsentschädigung.
In Österreich sind seit einigen Jahren 25 statt zuvor 20 € Entschädigung pro Spende üblich. Durch Boni für Erstspender, regelmäßiges und häufiges Spenden, Nutzung auslastungsschwacher Zeiten kann die Entschädigung bis auf durchschnittlich etwa 30 € steigen. Auch für das erfolgreiche Empfehlen neuer Spender können Prämien bezahlt werden.

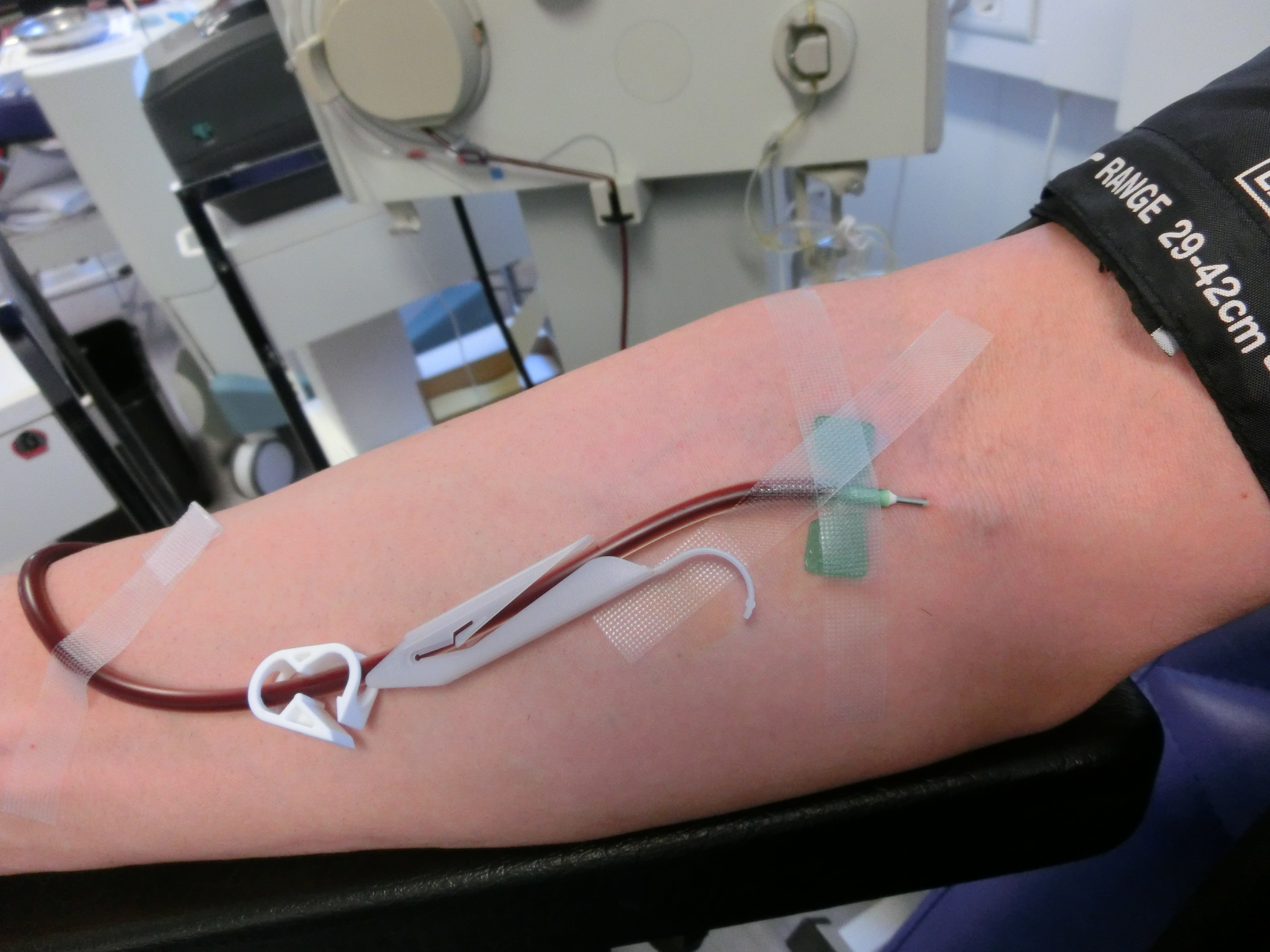
Aus-/Einlass-Kanüle mit Luer-Lock in der rechten Armbeuge, mit Nadelschutz und Schlauchklemme
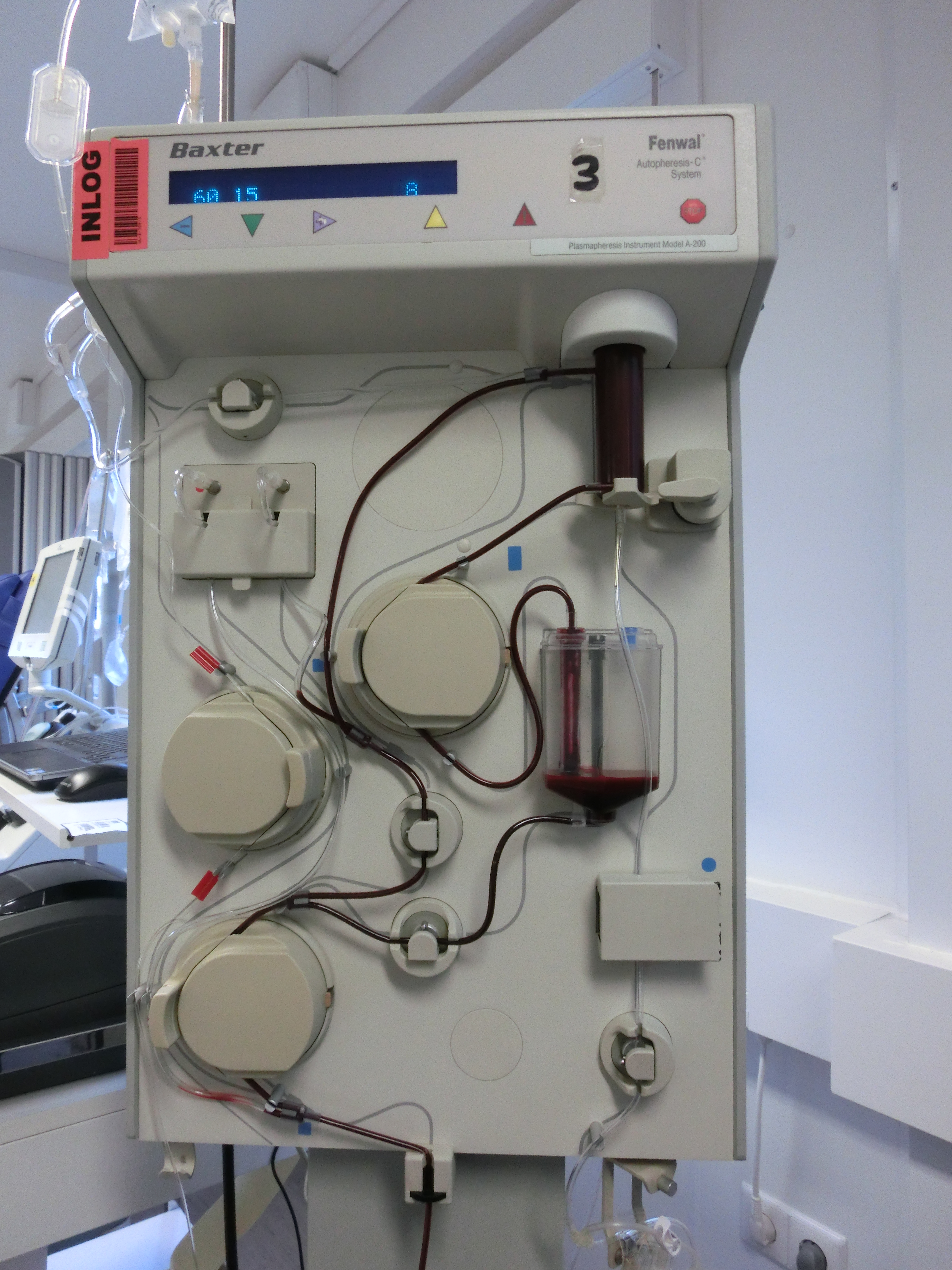
Plasmapheresegerät, oben wechselnde Digitalanzeigezeile, Schlauchverlegeplan 3 Schlauchpumpen ...
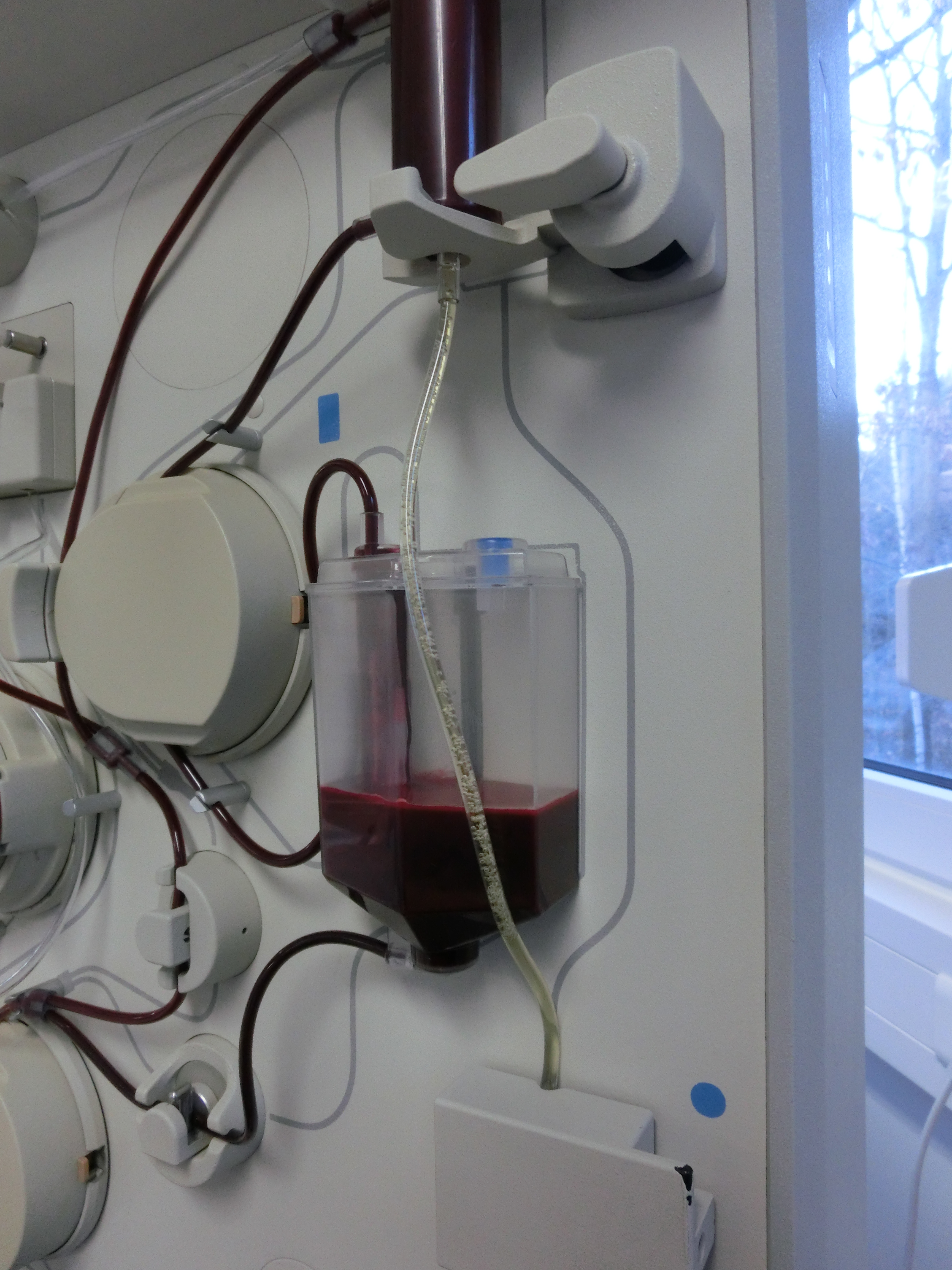
Etwa 170 ml fassender Tank, der mehrfach gefüllt und entleert wird
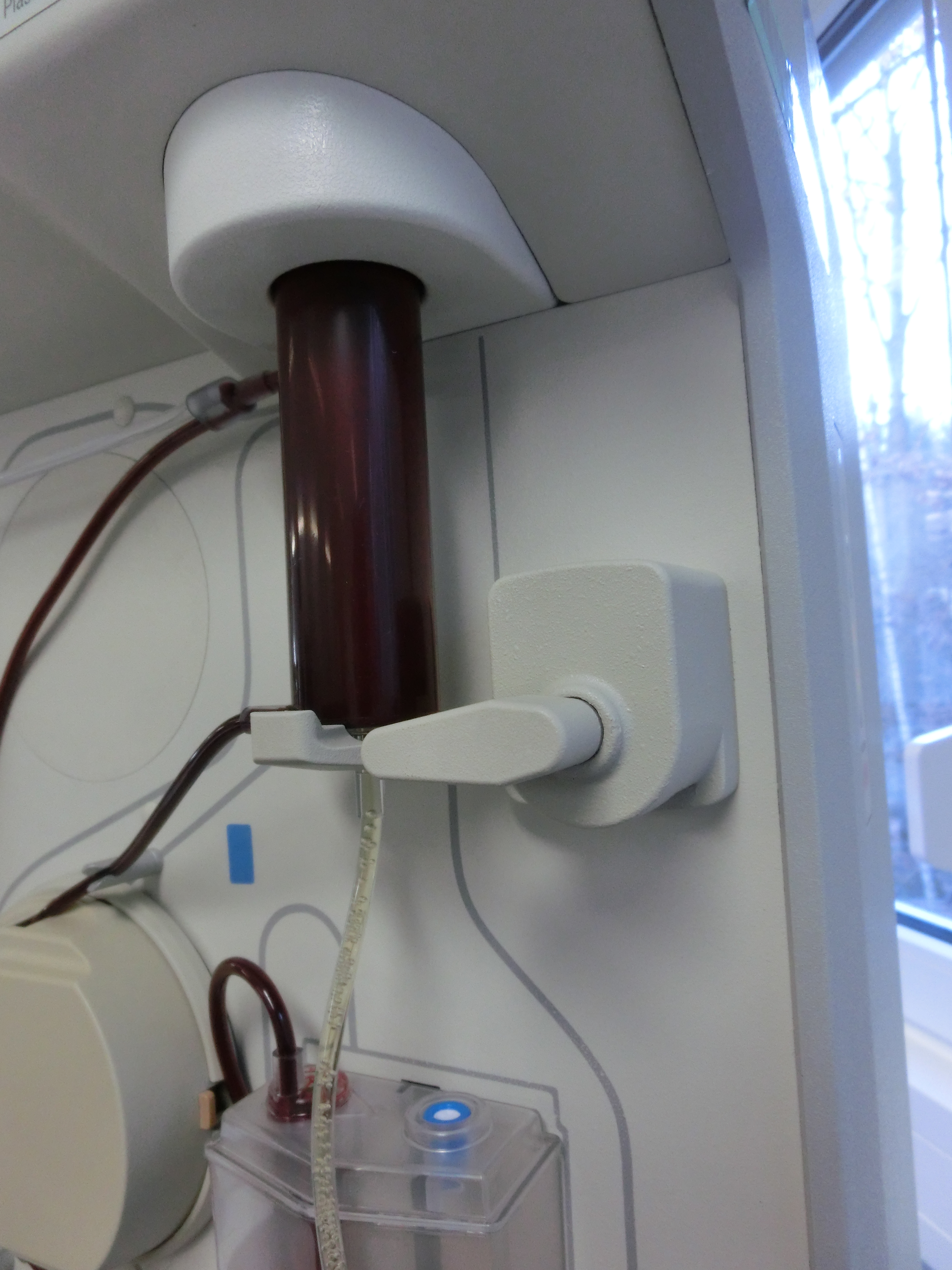
Zentrifuge mit vertikaler Rotationsachse zur kontinuierlichen Abtrennung von gelblichem Plasma aus tiefrotem Vollblut im Durchfluss
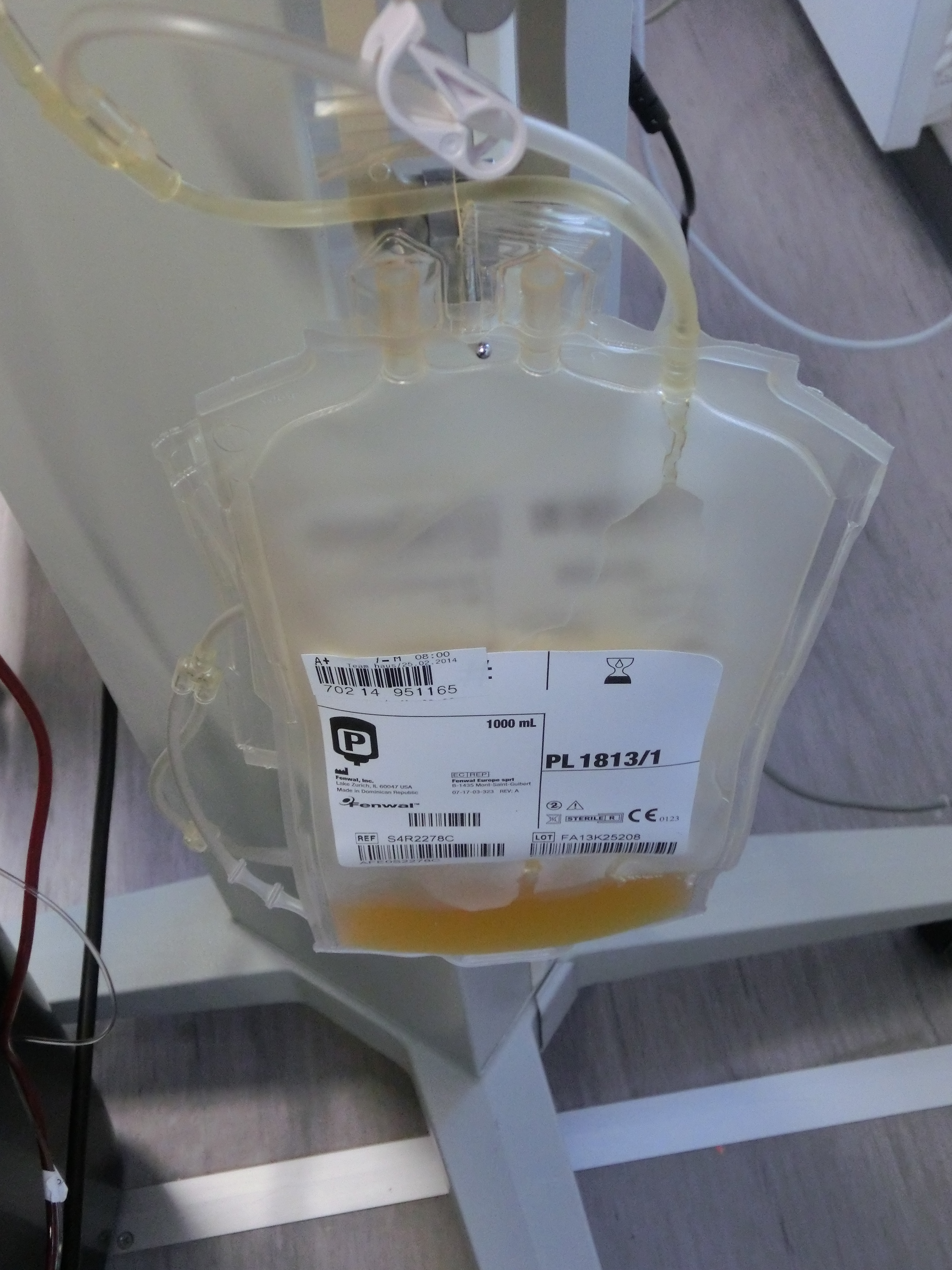
Beutel mit Blutplasma, an Wiegehaken hängend

Die Dauer der Spende ist abhängig vom Hämoglobinwert. Je höher dieser ist, desto länger dauert der Entnahmevorgang. Bei einer Spende können je nach Körpergewicht 650–850 ml Blutplasma entnommen werden.
Zwischen zwei Spenden müssen mindestens zwei spendenfreie Tage liegen. Seit der Novellierung der Richtlinie der Bundesärztekammer im Jahre 2017 dürfen innerhalb eines Jahres, bei Einhaltung von Richtwerten für das Hämoglobin, das Immunglobulin G und das Gesamteiweiß, gemäß der Richtlinie Haemotherapie bis zu 60 Plasmaspenden durchgeführt werden.
Das gespendete Blutplasma wird für 4 Monate bei unter −30 °C tiefgekühlt aufbewahrt (Quarantänelagerung) und der Spender weiterhin, zum Beispiel im Rahmen weiterer Spenden, auf Erkrankungen untersucht. Können auch dann noch keine durch Blutplasma übertragbaren Krankheiten wie etwa Syphilis, HIV oder Hepatitis an ihm nachgewiesen werden, wird seine Blutplasmaspende verwendet, andernfalls vernichtet.

## Ablauf einer Spende, Apparatur
Der Spender wird auf einer Liege gelagert. Die Stütze für Ellbogen und Unterarm ist so eingerichtet, dass der Spender dauerhaft die Armbeuge nach oben halten kann. In Verbindung mit der Höhe der Liege kann dazu befugtes Personal stehend die Kanüle in eine Vene stechen.
Einheitliche Plasmaphereseautomaten stehen auf Rollen verschiebbar seitlich des Kopfteils an der Seite des zu stechenden Arms. Beide Seiten der Liegen sind zugänglich, und in der Regel steht genau ein Automat am Ende des Gangs, wodurch Reihen von Rechts- oder Links-Spenderbetten entstehen.
Im Vorfeld einer Spende benötigt der Spender ausreichend Schlaf, leichtes Essen und reichlich Wasser. Fettreiche Nahrung sollte vermieden werden, da Fetttröpfchen im Blut (sichtbar durch Trübung des Plasmas) die Trennfunktion des Siebs der Zentrifuge stören.
Nach der Anmeldung, die eine Blutdruckmessung und das Wiegen des Körpergewichts (bekleidet), sowie das Ausfüllen eines Fragebogens, eventuell eine persönliche Untersuchung durch einen Arzt beinhaltet, ist der Klient mit seinem Laufzettel auf Warteposition. Nach Aufruf wird er bezüglich seines Wohlseins und seiner Wunsch-Stechseite befragt. Er setzt oder legt sich auf eine zugewiesene Liege, die im Bereich des Kopfes mit Hygienepapier belegt ist, und macht den betreffenden Arm frei. Personal richtet die ebenfalls papierbelegte Armstütze für den Arm ein. Der Automat ist in der Regel schon zuvor mit dem Einmal-„Spendeset“ (Schläuche, Zentrifuge, Tank, Auffangbehälter; 2 Luer-Anschlüsse) und Infusionsbeutel mit Calciumcitratlösung ausgestattet worden.
Dazu befugtes Personal leitet nach dem Desinfizieren der Armbeuge via Tastendruck-Startbefehl an den Automaten das Aufblasen der den Oberarm umschließenden Manschette ein, die den Blutstau in den Armvenen erzeugt. Eine Vene wird durch Ertasten und auf Sicht ausgewählt und durch die Haut angestochen.
Durch Öffnen der Schlauchklemme werden ein oder mehrere zuvor individuell etikettierte Proberöhrchen für Blutanalysen gefüllt und an den Plasmabeutel geheftet. Mit einem Tropfen auf einem Probeblättchen wird der Blutzuckergehalt in einem kleinen Analysegerät bestimmt, das am herbeigerollten „Servierwagen“ steht.
Im nächsten Schritt wird das am Unterarm angeklebte Kanülenset per Luer an das Spendenset angeschlossen. Per Befehl an die Maschine erfolgt in bis zu etwa 10 Zyklen eine Blutabnahme mit Abtrennung von Plasma und die Rückgabe von Restblut. Calciumcitrat wird zur Hemmung der Gerinnung hinzugefügt. Der Spender erhält gegebenenfalls einen kleinen Becher Wasser, sowie eventuell eine magnesiumhaltige Brause und auf Wunsch ein paar Stück Traubenzucker, um die Abgabe von Glukose auszugleichen.
Der Spender soll während der Blutentnahmephasen durch „Pumpen“ – rhythmisches Zusammenballen der Hand am Spendearm – den venösen Blutfluss durch Betätigen der Unterarmmuskeln fördern. Ist das angepeilte Plasmavolumen – ungefähr ermittelt durch laufendes Wiegen des Sammelbehälters – erreicht, oder eventuell eine Maximaldauer überschritten, macht der Automat eine letzte Blutrückgabe, nach der auch die Zentrifuge und die meisten Schläuche blutfrei gespült werden und der Spender noch eine restliche Infusion bekommt, um das entnommene Flüssigkeitsvolumen zu ersetzen.
Nach dem Entfernen der Nadel wird dem Spender ein Druckverband angelegt, der idealerweise kreuzweise beidseits der Ellbogenspitze verläuft, um gute Beweglichkeit des Gelenks zu erlauben. Unmittelbar nach der Spende kann und soll – nach Bedarf – der Spender noch etwas liegen bleiben, um den Blutkreislauf wieder anlaufen zu lassen. Empfohlen wird auch Sitzen und gemächliches Wiederaufnehmen körperlicher Aktivität. Vorsicht ist geboten, sowohl beim Aufstehen als auch bei der Teilnahme am Straßenverkehr nach der Spende.
Während der Spende können Spender aufliegende Zeitungen und Zeitschriften oder mitgebrachte Bücher lesen sowie – ebenfalls einhändig – Smartphones nutzen. Um 2000 war die Benutzung von Mobiltelefonen noch untersagt, wegen der Gefahr von Funkstörung auf insbesondere das Plasmapheresegerät.
Das Plasmaspenden erfordert auf lange Sicht eine dafür ausreichend eiweißhaltige Ernährung. Reichlich Flüssigkeitszufuhr in den Stunden vor der Spende fördert das Auswaschen von Stoffwechselabbauprodukten aus dem Körper und dem Blut. Regelmäßiges Spenden ist eine gewisse Beanspruchung des Körpers, deren Toleranz auch erlernt werden kann.

## Spendenhäufigkeit
Österreich:
Nach einer Spende kann rechtlich erst frühestens wieder nach genau 72 Stunden eine weitere Spende beginnen. Die in einer Abfolge dritte Spende kann zusätzlich erst nach einer Woche, also am 7. Tag nach dem Tag der ersten Spende erfolgen. Auf lange Sicht gilt ein Limit von 50 Spenden pro rolliertem Jahr, also den vergangenen 365 bzw. 366 Tagen. (Stand 2017 Österreich)
Deutschland:
Plasma kann bis zu zweimal pro Woche gespendet werden. Pro rolliertem Jahr darf bis zu 60 mal gespendet werden. Eine Spendepause von mindestens 48 Stunden ist dabei einzuhalten. (Stand 2019 Deutschland)
Mexiko/USA:
Über die Probleme zu häufiger Plasmaspenden informierte der Film Bluthandel – Dollar gegen Gesundheit von Stefanie Dodt am 7. Oktober 2019 in der ARD. Im Mittelpunkt standen die Praktiken, durch die US-Unternehmen vor allem Mexikaner gegen Bezahlung von 300 bis 400 Dollar pro Monat dazu verleiten, sehr oft Plasma zu spenden; die in Deutschland vorgeschriebenen Bestimmungen etwa zu deutlichen Nebenwirkungen und Vorsorge werden dabei oft ignoriert.

### Hygiene und Sicherheit
Streng ausgeführte Prozeduren für Hygiene dienen der Sicherheit der Spender und des Personals sowie der Qualitätssicherung des gewonnenen Rohstoffs Plasma und damit dem Empfänger der daraus gewonnenen Produkte. Dazu gehört steriles Einmalmaterial von der Kanüle bis zum Sammelbeutel, Wischdesinfektion von Liege und Gerät nach (und vor) jeder Spende, das Tragen von Schutzbrille oder Brille bei allen Vorgängen, bei denen Blut oder Plasma spritzen könnte und Einmal-Handschuhe ab Berühren der Haut des Spenders.
Zur Sicherheit ist jederzeit ein Arzt in der Spendeeinrichtung anwesend. Erstspender, auch solche die nach längerer Zeit erstmals wieder spenden, werden besonders betreut. Ihnen wird eher weniger Plasma abgenommen. Selten kommt es im Verlauf einer Spende oder beim Aufstehen danach zu Schwindel, einer Trübung des Sehsinns oder gar zu Bewusstseinstrübung. Alle Spender stehen daher unter genauer Beobachtung, im Verdachtsfall schreitet Personal zügig ein. Etwas Müdigkeit nach einer Spende ist zu tolerieren, die Ergänzung der entnommenen Blutbestandteile bedeutet ja Arbeit für den Körper. Durch Hinsetzen oder Wieder-Hinlegen und etwas Ruhen können die meist leichten Fälle kuriert werden. Die Gabe von vulgo Kreislaufmittel zur Hebung des Blutdrucks oder einer Infusion gehört zu den sehr selten notwendigen Maßnahmen.
Weiters gelten besondere, trainierte Routinen für den Fall, dass eine Raumevakuierung etwa im Brandfall nötig sein sollte, ähnlich wie in Krankenhäusern, wo ebenfalls Patienten mit angeschlossener Venenkanüle im Bett liegen können.